# Rehimena unimaculalis
Rehimena unimaculalis là một loài bướm đêm trong họ Crambidae.